# Dejan Delević
Dejan Delević (Belgrád, 1961. január 24. –) szerb nemzetközi labdarúgó-játékvezető.

## Pályafutása

### Nemzeti játékvezetés
Ellenőreinek, sportvezetőinek javaslatára 1998-ban lett az I. Liga játékvezetője. Az aktív nemzeti játékvezetéstől 2007-ben vonult vissza.

#### Nemzeti kupamérkőzések
Vezetett Kupa-döntők száma: 1.

##### Szerb Kupa
| Időpont         | Helyszín                  | Mérkőzés típusa | Mérkőzés              | Eredmény | Nézők száma |
| --------------- | ------------------------- | --------------- | --------------------- | -------- | ----------- |
| 2007. május 15. | Partizan Stadion, Belgrád | döntő           | Red Star–FK Vojvodina | 2 : 0    | 25 000      |

### Nemzetközi játékvezetés
A Szerb labdarúgó-szövetség Játékvezető Bizottsága (JB) terjesztette fel nemzetközi játékvezetőnek, a Nemzetközi Labdarúgó-szövetség (FIFA) 2000-től tartotta nyilván bírói keretében. Több nemzetek közötti válogatott és klubmérkőzést vezetett. A szerb nemzetközi játékvezetők rangsorában, a világbajnokság-Európa-bajnokság sorrendjében többedmagával az 5. helyet foglalja el 4 találkozó szolgálatával. Az aktív nemzetközi játékvezetéstől 2006. december 31-én a FIFA 45 éves korhatárát elérve búcsúzott. Nemzetközi mérkőzéseinek száma: 36. Válogatott mérkőzéseinek száma: 6.

#### Világbajnokság
A világbajnoki döntőhöz vezető úton Németországba a XVIII., a 2006-os labdarúgó-világbajnokságra a FIFA JB bíróként alkalmazta.

##### Selejtező mérkőzés
| Időpont             | Helyszín                       | Mérkőzés típusa           | Mérkőzés                | Eredmény | Nézők száma |
| ------------------- | ------------------------------ | ------------------------- | ----------------------- | -------- | ----------- |
| 2004. szeptember 8. | Tehelne Stadion, Bratislava    | előselejtező (3. csoport) | Szlovákia–Liechtenstein | 0 : 7    | 5 620       |
| 2005. október 8.    | Vaszil Levszki Stadion, Szófia | előselejtező (8. csoport) | Bulgária–Magyarország   | 2 : 0    | 4 652       |

#### Európa-bajnokság
Az európai-labdarúgó torna döntőjéhez vezető úton Portugáliába a XII., a 2004-es labdarúgó-Európa-bajnokságra az UEFA JB játékvezetőként foglalkoztatta.

##### Selejtező mérkőzés
| Időpont              | Helyszín                          | Mérkőzés típusa           | Mérkőzés                 | Eredmény | Nézők száma |
| -------------------- | --------------------------------- | ------------------------- | ------------------------ | -------- | ----------- |
| 2002. október 12.    | Darius ir Girenas Stadion, Kaunas | előselejtező (5. csoport) | Litvánia–Feröer-szigetek | 2 : 0    | 2 500       |
| 2003. június 7.      | Olimpiai Stadion, Serravalle      | előselejtező (4. csoport) | San Marino–Svédország    | 0 : 6    | 2 184       |
| 2003. szeptember 10. | Sheriff Stadion, Tiraspol         | előselejtező (3. csoport) | Moldova–Fehéroroszország | 2 : 1    | 7 000       |

#### Nemzetközi kupamérkőzések

##### UEFA-kupa
| Időpont              | Helyszín                    | Mérkőzés típusa        | Mérkőzés                              | Eredmény |
| -------------------- | --------------------------- | ---------------------- | ------------------------------------- | -------- |
| 1999. augusztus 12.  | Üllői úti Stadion, Budapest | selejtező (1. kör)     | Ferencváros FC–Constructorul Chisinau | 3 : 1    |
| 2004. szeptember 16. | Den Stadion, London         | első kör (1. mérkőzés) | Millwall FC–Ferencvárosi TC           | 1 : 1    |

##### UEFA-bajnokik ligája
| Időpont            | Helyszín                  | Mérkőzés típusa                     | Mérkőzés                  | Eredmény |
| ------------------ | ------------------------- | ----------------------------------- | ------------------------- | -------- |
| 2003. augusztus 6. | Finnair Stadion, Helsinki | második selejtező kör (2. mérkőzés) | Helsingin JK–MTK Hungária | 1 : 0    |